# イリモ山
イリモ山（バスク語、Irimo）は、スペイン・バスク州ギプスコア県にある山。標高は901メートル。

## 地理

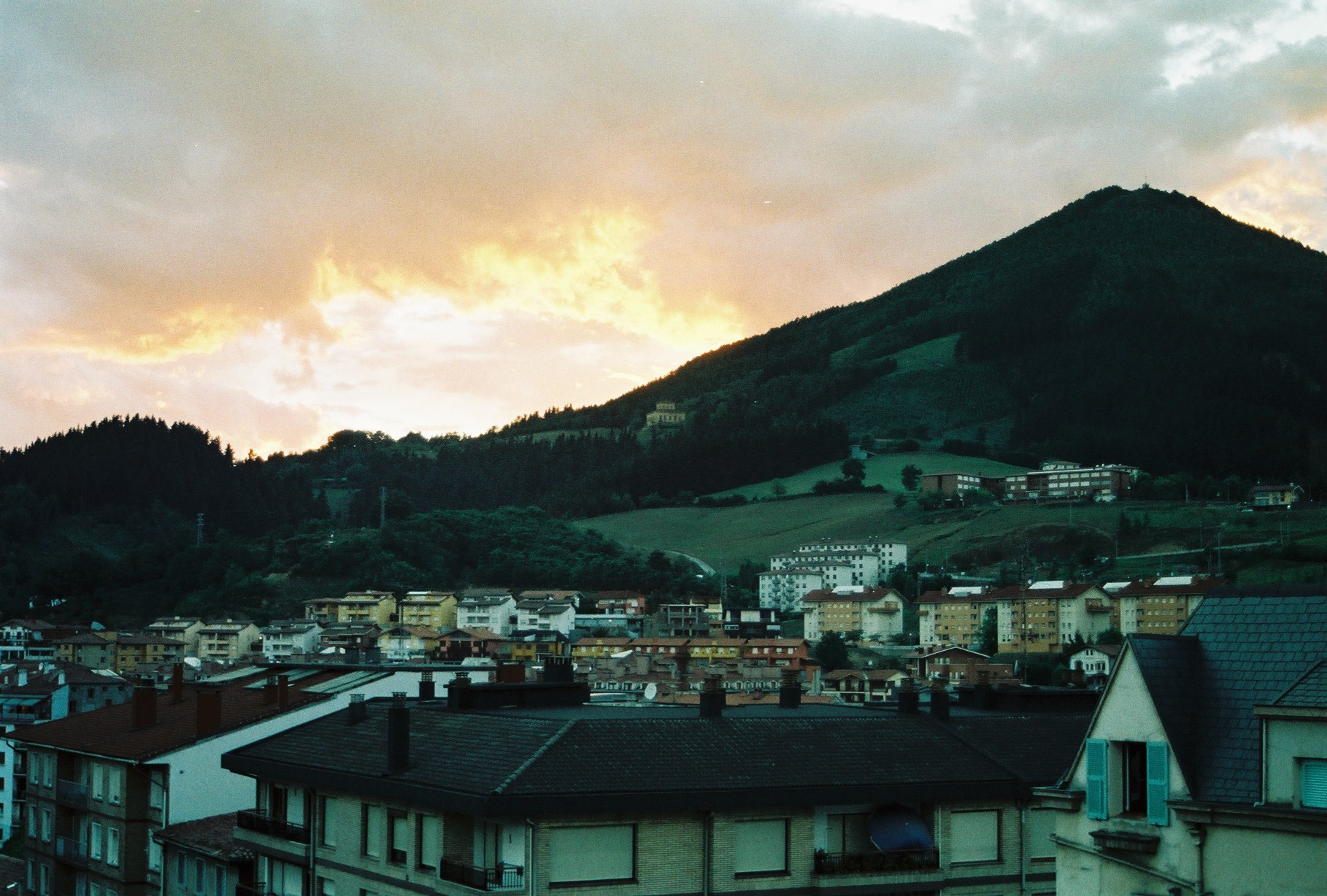
夕暮れ時のイリモ山

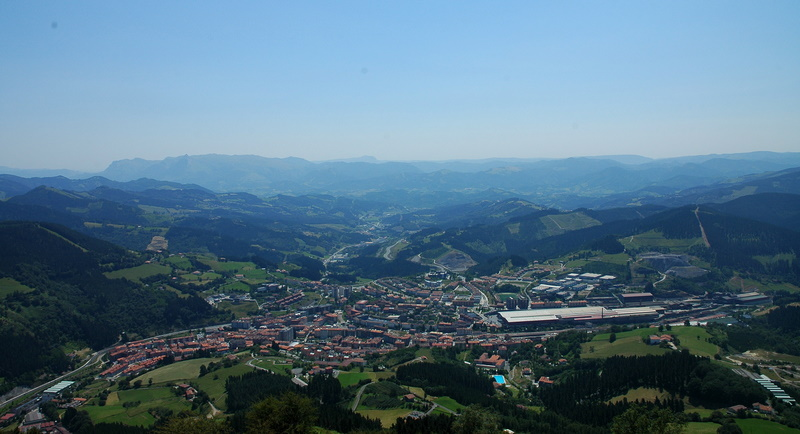
イリモ山から見たスマラガ

北緯43度06分06秒、西経2度20分11秒に位置している。この付近を流れる河川にはウロラ川がある。ウロラ川はイリモ山を東に迂回するような流路をとっている。ウロラ川がイリモ山を東に迂回している場所に形成された町が、スマラガやウレチュである。

## 標高
標高は2014年には901メートルであるとされている。しかし標高は時代によってさまざまに記録されてきた。1925年には898メートル、1930年や1936年には895メートル、1950年から1982年までは898メートル、1990年から2009年までは896メートルだとされてきた。